# 돈코쓰라멘
돈코쓰라멘(일본어: 豚骨ラーメン, 문화어: 돈꼬쯔라멩)은 라멘의 종류 중 하나이다. 돼지뼈를 우려낸 국물로 만드는 것으로, 돈코츠는 일본어로 "돼지뼈"를 의미한다. 뼈국으로 볼 수 있다. 라멘 국물은 돼지고기 뼈를 물로 끓이며, 국물은 일반적으로 흐린 모양이다. 추가 수프 재료로는 양파, 마늘, 생강, 족발 등이 있다. 라멘 전문점 이치란은 돈코쓰라멘을 전문으로 한다.

## 종류
- 하카타 라멘
- 구루메 라멘

## 역사
돈코츠 라멘은 1937년 12월 미야모토 토키오가 일본 규슈 섬 북쪽 해안에 위치한 후쿠오카현 구루메에서 시작한 야타이에서 발명되었다. 이 요리는 스기노 카츠미가 실수로 원래의 국물을 너무 많이 익히면서 우윳빛 모양으로 더욱 세련되었다. 후쿠오카에서는 하카타가 후쿠오카 중심부의 역사적 이름이기 때문에 하카타 라멘이라고도 부르지만 "돈코츠 라멘"이라고도 부를 수도 있다. 요리는 일본의 다른 모든 지역의 라멘 가게에서 준비된다. 돈코츠 라멘은 원래 수산시장 노동자들을 위해 저렴하고 쉽게 조리할 수 있는 패스트푸드로 만들어졌다. 현대에 돈코츠 라멘은 제대로 된 요리를 준비하는 데 상당한 시간이 걸리는 것으로 유명하다.